# Diméthoxyméthane
Le diméthoxyméthane est un composé organique de la famille des éther-oxydes de formule C3H8O2. Il est aussi appelé méthylal.

## Synthèse
Le diméthoxyméthane peut être obtenu par oxydation du méthanol ou par une réaction entre du formaldéhyde et du méthanol,.

## Propriété
La fonction pression de vapeur, P, suit l'équation d'Antoine, log10(P) = A−(B/(T + C)) (P en kPa, T en K) avec A = 5,50613, B = 804,78 et C = −85,3 dans la plage de température de 273 à 316 K ou avec A = 7,06105, B = 1623,024 et C = 5,834 dans la plage de température de 273 à 318 K .  Les valeurs critiques sont 480,6 K pour la température critique, 39,5 bar pour la pression critique et 4,69 mol·l-1 pour la densité critique. Il est miscible avec la plupart des solvants organiques. Avec une teneur molaire en eau de 2,69% et à une pression de 101,38 kPa, le mélange bout de façon homogène à 41,9 °C signe qu'un azéotrope est formé. 

## Utilisation
Le diméthoxyméthane est principalement utilisé comme solvant et dans la production de parfums, résines et revêtements protecteurs. Il est également testé en tant qu'additif pour carburant et comme carburant synthétique. 